# Alphonsa Clerici
Alphonsa Clerici  (Lainate, 14 février 1860 - Verceil, 14 janvier 1930) est une religieuse italienne membre des sœurs du Précieux Sang et reconnue bienheureuse par l'Église catholique.

## Biographie
Elle naît le 14 février 1860 à Lainate dans une famille de paysans. Après avoir terminé ses études élémentaires, elle est inscrite au collège des sœurs du Précieux Sang à Monza. Elle y reste jusqu'en 1878 et obtient le diplôme d'enseignement supérieur. De 1880 à 1883, elle enseigne dans la classe de garçons de l'école municipale de Lainate. Le 15 août 1883, elle entre chez les sœurs du Précieux Sang à Monza et prononce ses vœux le 7 septembre 1886. Elle se consacre à l'enseignement à Monza ; elle est ensuite nommée vice-directrice puis directrice.
Le 20 novembre 1911, elle est nommée directrice à Verceil. Les sœurs sont appelées par l'archevêque de Verceil, Teodoro Valfrè di Bonzo, pour reprendre une école en difficulté.
Même dans les situations délicates, elle ne perd jamais de vue l'enseignement des jeunes puisant sa force dans une prière intense. Dans la nuit du 12 au 13 janvier 1930, elle est victime d'une hémorragie cérébrale et meurt le 14 janvier 1930.

## Culte
Elle est reconnue vénérable le 28 juin 2004 par Jean-Paul IIet béatifiée le 23 octobre 2011 dans la cathédrale de Verceil par le cardinal Amato, préfet de la congrégation pour la Cause des Saints, représentant le pape Benoît XVI. Son corps repose dans la chapelle du Crucifix de la cathédrale de Verceil.